# ایلماری آلتو
ایلماری آلتو (انگلیسی: Ilmari Aalto; ۷ اوت ۱۸۹۱ – ۲۹ سپتامبر ۱۹۳۴) نقاش اهل فنلاند بود.